# Sân bay Fukushima
Sân bay Fukushima (福島空港 Fukushima Kūkō) (IATA: FKS, ICAO: RJSF) là sân bay thuộc tỉnh Fukushima, Nhật Bản.

## Các hãng hàng không và các điểm đế
- All Nippon Airways (Fukuoka, Nagoya, Sapporo)
- Asiana Airlines (Seoul-Incheon)
- China Eastern Airlines (Thượng Hải-Phố Đông)
- IBEX Airlines (Osaka-Itami)
- Japan Airlines (Osaka-Itami, Osaka-Kansai)
  - Japan Transocean Air (Okinawa)
  - J-Air (Osaka-Itami)